# 코덱스 레스터
코덱스 레스터(Codex Leicester, Codex Hammer)는 레오나르도 다 빈치의 유명한 과학적 저술을 모은 책이다. 이 사본은 1719 이 책을 구입하고 이후 레스터 백작을 창설한 토머스 코크(Thomas Coke)의 이름을 딴 것이다. 이 원고는 크리스티스 경매에서 30,802,500 달러에 빌 게이츠에게 판매되어 기록을 경신하였다.
이 책은 다빈치라는 르네상스 화가이자 과학자, 사상가의 탐구하는 정신에 대한 통찰뿐만 아니라 예술과 과학의 관계, 그리고 과학적 과정의 창조에 대한 탁월한 사례를 제공한다.